# Louise Bourgeois : L'Araignée, la Maîtresse et la Mandarine
Pour plus de détails, voir Fiche technique et Distribution.
Louise Bourgeois : L'Araignée, la Maîtresse et la Mandarine (Louise Bourgeois: The Spider, the Mistress and the Tangerine) est un film américain réalisé par Marion Cajori, Amei Wallach, sorti en 2008.

## Synopsis
Un film documentaire sur l'artiste Louise Bourgeois.

## Fiche technique
- Titre : Louise Bourgeois : L'Araignée, la Maîtresse et la Mandarine
- Titre original : Louise Bourgeois: The Spider, the Mistress and the Tangerine
- Réalisation : Marion Cajori, Amei Wallach
- Musique : Carmen Borgia
- Photographie : Mead Hunt et Ken Kobland
- Montage : Ken Kobland
- Production : Marion Cajori et Amei Wallach
- Société de production : Art Kaleidoscope Foundation
- Société de distribution : Zeitgeist Films (États-Unis)
- Pays :  États-Unis
- Genre : Documentaire
- Durée : 99 minutes
- Dates de sortie : 
  -  États-Unis : 25 juin 2008
  -  France : 9 décembre 2009

## Accueil
Thomas Pietrois-Chabassier pour Les Inrockuptibles évoque un « documentaire émouvant ». Pour Charlotte Garson des Cahiers du cinéma, le film « trouve une adéquation rare entre sa forme et la démarche de l'artiste ».